# Hicham Faik
Hicham Faik, né le 19 mars 1992 à La Haye aux Pays-Bas, est un footballeur néerlando-marocain évoluant à l'Al-Bukiryah FC. Il joue au poste de milieu défensif.